# Matilda Mk I
Matilda Mk I (A11), Matilda I je bil britanski tank.

## Zgodovina
Leta 1934 je general Hugh Elles izdal prošnjo za razvoj pehotnega tanka. Ta tank naj bi bil zelo dobro zaščiten, zelo dobro oborožen z puškomitraljezi in hitrost naj bi bila enaka pehotni. John Carden je bil vodilni človek pri oblikovanju. Prvi prototip je bil narejen septembra leta 1936. Aprila 1937 je bilo naročenih 60 tankov. Oblikovalci so ceno tanka znižali tako, da so uporabili že narejene dele iz drugih tankov. Tank je ostal v proizvodnji do leta 1940. Do takrat je bilo narejenih 140 primerkov.
Tank Matilda Mk I je sodeloval v bitki za Francijo.